# Губертус Шмідт
Губертус Шмідт (нім. Hubertus Schmidt, 8 жовтня 1959) — німецький вершник.
Олімпійський чемпіон 2004 року в командній виїздці.
Чемпіон Європи з виїздки 2005 року в командній виїздці, срібний призер 2005 року в індивідуальній виїздці.
Переможець Всесвітніх ігор з кінного спорту 2006 року.